# Hannah Werbermacher
Hannah Rachel Werbermacher (auch: [V/W]e[r]bermacher, geboren vermutlich zwischen 1805 und 1820 in Ludomir; gestorben vermutlich zwischen 1888 und 1905) war eine osteuropäisch-chassidische Wunderrabbinerin. Sie war auch als Jungfrau von Ludomir und weiteren Namen bekannt. Die meisten Details ihres Lebens sind nicht genau bekannt, sondern wurden in mündlicher Überlieferung sowie später in Hagiographien, Erbauungsliteratur und historischen Romanen verbreitet.

## Leben
Hannah Rachel Werbermacher wurde im Schtetl Ludomir als einzige Tochter von Monesch Webermacher in Wolhynien (das 1793/1795 dem Russischen Kaiserreich zugeschlagen worden war) geboren und gottesfürchtig erzogen, wenn auch möglicherweise nicht in strenger chassidischer Tradition. Der Name ihrer Mutter ist nicht überliefert. Verschiedene Erzählungen nennen als Beruf des Vaters Kaufmann oder Tuchmacher. Eine ihm nachgesagte Tätigkeit als Rabbiner ist unwahrscheinlich, da sein Familienname so nicht in jüdischer Korrespondenz auftaucht. Er soll Anhänger von einem der überregional tätigen Rabbiner seiner Zeit gewesen sein – genannt werden etwa Mordechai Twersky in Tschernobyl, Jaakow Jizchak Horowitz in Lublin oder Zvi Hirsch in Schydatschiw.
Die Berichte stützen eine außergewöhnlich gute Bildung der jungen Hannah, die entweder eine Schule besucht haben oder aber durch die gebildeten Eltern ausgebildet wurde. Sie soll jiddisch, hebräisch, ukrainisch und russisch gelernt haben, sowie gute Torakenntnisse gehabt haben, und auch an den Geschäften des Vaters Interesse gezeigt haben. Verschiedene Geschichten behaupten frühe Auffälligkeiten, darunter die Fähigkeit, nicht-koscheres Essen zu erkennen.
Nach dem Tod ihrer Mutter fiel das Mädchen in eine schwere Krise, angeblich auch eine Fieberkrankheit, aus der sie erst herausfand, nachdem ihr gemäß eigener Aussage ein Wunder widerfahren war: Gott habe ihr in der Nacht eine männliche Seele verliehen. Sie weigerte sich auch, zu essen, bis sie ein Gebetstuch umgehängt bekam, was traditionell nur von Männern getragen werden durfte. Nach ihrer Genesung bestand sie darauf, alle Rituale durchzuführen, die Männern vorbehalten waren. Ihr Vater unterstützte dieses Bedürfnis zunächst, soll sich aber auch stets intensiv mit den geistlichen Autoritäten beraten haben.
Berichte ihrer Wunderheilung verbreiteten sich in der Umgebung, und Hannah wurde mit den Jahren zu einer wichtigen Instanz in ihrer jüdischen Gemeinde, die schließlich auch Pilger anlockte. Die sich einbürgernde Bezeichnung „Jungfrau“ wehrte sie mit Verweis auf ihr Selbstverständnis als Mann ab, blieb damit jedoch erfolglos. Durch Predigten und Lebensweisheiten stellte sie ihren „männlichen“ Verstand unter Beweis, ferner bewirkte sie angeblich Heilungswunder. Mit den orthodoxen Ältesten im Dorf soll ein Kompromiss gefunden worden sein, der sie mithilfe eines Vorhangs nicht völlig vom Gottesdienst ausschloss, auch wenn sie an diesem nicht aktiv teilnehmen durfte. Wie einige andere Wunderrabbiner hatte sie keine formelle Ausbildung genossen, und nach Streitgesprächen und Befragungen legten skeptische chassidische Rabbiner schließlich fest, dass sie keine wahre Schriftgelehrte, sondern vielmehr eine Sünderin sei.
Nachdem sie durch die Autoritäten zu einer Heirat gezwungen worden war, verbreitete sich die Botschaft, dass auch ihre (im Nachhinein weiter gesteigerten) Wunderfähigkeiten nunmehr versiegt seien; oder aber dass sie seither verwirrt und geistesabwesend sei. Ihr namentlich nicht bekannter Ehemann soll sie aus Furcht nicht angerührt haben. Die Berichte sind sich uneinig darüber, ob und wann sie sich scheiden ließ und ihre Fähigkeiten erneut auftraten.
Mutmaßlich in den späten 1850er Jahren wurde Hannah dazu bewegt, nach Safed im Heiligen Land auszuwandern, unter dem Vorwand, dass ihre spirituellen Fähigkeiten dort besser eingesetzt seien. Dort soll sie erneut spirituelle Anhänger gefunden haben, wenn auch hauptsächlich ältere Frauen, und sogar Kabbalistin gewesen sein. Für 1866 und 1875 lässt sich ihr Aufenthalt in Palästina bzw. in Jerusalem belegen. Sie soll um die 90 Jahre alt geworden sein. Die Umstände ihres Todes und ihre Grabstätte sind unbekannt. Zwar gibt eine Überlieferung an, sie sei mit einer großen Prozession auf dem Ölberg beerdigt worden, zeitgenössische Publikationen aus Jerusalem wie die Havatselet berichten aber nichts über ein solches Ereignis. Ein Sterberegister nennt allerdings den 29. Juni 1888 als Todesdatum einer Rochel Hannah bat Monesh.

## Rezeption
1923/1924 veröffentlichte Leyb Malakh, ein Emigrant in Buenos Aires, auf Grundlage ihm bekannter mündlicher Überlieferungen sein serialisiertes Drama Das Gorn Shtibl, welches die Jungfrau von Ludomir thematisierte. Dies stellte den Auftakt für eine ganze Reihe von Zeugnissen zum Leben von Hannah Werbermacher dar. Yochanan Twersky schrieb 1950 Die Jungfrau von Ludmir. 1997 wurde das Stück Die Jungfrau von Ludmir von Yoseph Even-Shoshan am Jerusalem Khan Theatre uraufgeführt. 2014 wurde eine Straße in Jerusalem nach ihr benannt.